# Chrysophyllum bakhuizenii
Chrysophyllum bakhuizenii là một loài thực vật có hoa trong họ Hồng xiêm. Loài này được P.Royen mô tả khoa học đầu tiên năm 1958.